# 斯蒂克尼 (密蘇里州)
斯蒂克尼（英語：Stickney）是位於美國密蘇里州瑪麗縣的非建制地區。

## 歷史
斯蒂克尼的郵局於1903年設立，其後於1951年停運。

## 地理
斯蒂克尼所處的海拔為高於海平面216米（即709英呎），而該地所採用的時區為UTC-6，即北美中部時區（CST）。同時該地設有夏令時間，為UTC-6調快一小時，即UTC-5（CDT）。